# Аристодем
Аристодем (грч. Ἀριστόδημος) је у грчкој митологији био Аристомахов син, један од Хераклида.

## Митологија
Са супругом Аргијом, имао је синове Еуристена и Прокла, који су постали значајне личности у Спарти. О његовој смрти постоји више прича. Према једној, убила га је муња у Наупакту, када се армија Хераклида припремала за напад на Пелопонез. Према Паусанији, бог Аполон, увређен јер Аристодем није консултовао његово пророчиште на Делфима у вези са повратком Хераклида, већ свог претка, Херакла. Постоји и прича да су га убили синови Пилада и Електре. Према традицији у Лакедемонији, Аристодем је постао први краљ Спарте и умро је природном смрћу.
Према Еурипиду, Аристодемов деда се такође звао Аристодем.